# Baldassare Reina
Baldassare Reina, detto Baldo (San Giovanni Gemini, 26 novembre 1970), è un cardinale e arcivescovo cattolico italiano, dal 6 aprile 2024 amministratore apostolico di Ostia, dal 6 ottobre 2024 vicario generale per la diocesi di Roma e dal 25 ottobre 2024 arciprete della basilica di San Giovanni in Laterano.

## Biografia
Baldassare Reina è nato a San Giovanni Gemini, in provincia e arcidiocesi di Agrigento, il 26 novembre 1970.

### Formazione e ministero sacerdotale
Nel 1981 è entrato nel seminario minore di Agrigento. Ha poi compiuto gli studi di filosofia e teologia cattolica presso la Pontificia Università Gregoriana, conseguendo nel 1995 il baccellierato in sacra teologia.
L'8 settembre 1995 è stato ordinato presbitero per la diocesi di Agrigento dal vescovo Carmelo Ferraro.
Dopo ulteriori studi, ha conseguito nel 1998 la licenza in teologia biblica presso la Pontificia Università Gregoriana.
Dal 1998 al 2001 è stato assistente diocesano di Azione Cattolica e vicerettore del seminario arcivescovile di Agrigento. Dal 2001 al 2003 è stato parroco della Beata Maria Vergine dell'Itria di Favara. Dal 2003 al 2009 è stato prefetto degli studi dello Studio teologico San Gregorio Agrigentino e dal 2009 al 2013 parroco di San Leone ad Agrigento. Dal 2013 al 2022 è stato rettore del seminario maggiore di Agrigento.
Inoltre è stato docente di sacra scrittura presso l'Istituto superiore di Scienze religiose, docente stabile presso lo Studio teologico San Gregorio Agrigentino, direttore dell'Ufficio cultura, canonico del capitolo cattedrale e membro del consiglio presbiterale e del collegio dei consultori dell'arcidiocesi agrigentina.
Dal 2022 e fino alla nomina episcopale ha prestato servizio presso il Dicastero per il clero.

### Ministero episcopale e cardinalato

#### Vescovo ausiliare di Roma
Il 27 maggio 2022 papa Francesco lo ha nominato vescovo titolare di Acque di Mauretania e vescovo ausiliare di Roma. Il 29 giugno successivo ha ricevuto l'ordinazione episcopale, con i vescovi Riccardo Lamba e Daniele Salera, nella basilica di San Giovanni in Laterano, dal cardinale vicario per la diocesi di Roma Angelo De Donatis, co-consacranti i cardinali Francesco Montenegro, arcivescovo emerito di Agrigento, e Augusto Paolo Lojudice, arcivescovo metropolita di Siena-Colle di Val d'Elsa-Montalcino.
Lo stesso giorno ha assunto la cura pastorale del settore ovest, succedendo a Paolo Selvadagi, ritiratosi per raggiunti limiti d'età.

#### Vicegerente della diocesi di Roma
Il 6 gennaio 2023 papa Francesco lo ha nominato anche vicegerente della diocesi di Roma; è succeduto a Gianpiero Palmieri, precedentemente nominato arcivescovo-vescovo di Ascoli Piceno.
Presso il Vicariato di Roma presiede l'ambito dell'amministrazione dei beni, l'ambito giuridico, il servizio della segreteria generale e il servizio per la tutela dei minori e delle persone vulnerabili.
Il 6 aprile 2024, poiché si è reso vacante l'ufficio del vicario generale per la diocesi di Roma, ne ha assunto provvisoriamente tutti i poteri, a norma dell'articolo 14§3 della costituzione apostolica In ecclesiarum communione. Dallo stesso giorno è anche amministratore apostolico di Ostia.

#### Vicario generale di Sua Santità per la diocesi di Roma
Durante l'Angelus del 6 ottobre 2024 papa Francesco ne ha annunciato la nomina a vicario generale per la diocesi di Roma e la creazione a cardinale nel concistoro del 7 dicembre successivo. Il 25 ottobre successivo lo stesso papa lo ha nominato arciprete della basilica di San Giovanni in Laterano e lo ha elevato alla dignità di arcivescovo. Il 9 novembre successivo, festa della dedicazione della basilica lateranense, ha iniziato ufficialmente il suo ministero presiedendo la celebrazione eucaristica per la conclusione del giubileo per i 1700 anni della basilica di San Giovanni in Laterano.
Dall'11 gennaio 2025 è membro del Dicastero per il clero.
Il 7 e 8 maggio 2025 ha partecipato come cardinale elettore al conclave che ha portato all'elezione di papa Leone XIV. Il 19 maggio successivo lo stesso papa lo ha nominato gran cancelliere del Pontificio istituto Giovanni Paolo II.

## Araldica

Stemma da cardinale vicario generale per la diocesi di Roma.

Stemma da arcivescovo vicario generale per la diocesi di Roma.

Stemma da vicegerente della diocesi di Roma.

Stemma da vescovo ausiliare di Roma.

### Blasonatura
Stemma da vicario generale per la diocesi di Roma
D'azzurro, alla croce latina patente alle estremità, accantonata in capo a destra da una stella di 8 raggi, e in punta a sinistra da tre spighe di grano poste a ventaglio e fogliate di due pezzi, il tutto d'oro.
Stemma da vicegerente della diocesi di Roma
Trinciato: nel 1º di rosso, alle lettere greche maiuscole Alfa e Omega, accompagnate in punta da tre spighe di grano poste a ventaglio e fogliate di due pezzi, il tutto d'oro; nel 2º d'azzurro, alla lettera latina maiuscola M d'argento, sormontante il mare fasciato ondato dell'ultimo e del campo.
Stemma da vescovo ausiliare di Roma
D'argento, cappato ritondato, d'azzurro: nel 1º alla croce greca, diminuita, al naturale, dalla cui punta nascono due spighe, una in banda ed una in sbarra, d'oro, e caricata in cuore da un'ostia al naturale con i caratteri, latini, maiuscoli IHS, di nero; nel 2º al libro aperto, d'argento; nel 3º alla lettera maiuscola, latina, M, accompagnata in punta da tre fasce ondate, il tutto del primo.

### Motto
Sotto lo scudo episcopale è riportato su un cartiglio bianco il motto in latino di monsignor Reina, che è "Caritas patiens est", che significa "La carità è paziente".
Queste parole sono tratte dal tredicesimo capitolo della prima lettera di San Paolo Apostolo ai Corinzi, in cui è scritto:

## Genealogia episcopale e successione apostolica
La genealogia episcopale è:
- Cardinale Scipione Rebiba
- Cardinale Giulio Antonio Santori
- Cardinale Girolamo Bernerio, O.P.
- Arcivescovo Galeazzo Sanvitale
- Cardinale Ludovico Ludovisi
- Cardinale Luigi Caetani
- Cardinale Ulderico Carpegna
- Cardinale Paluzzo Paluzzi Altieri degli Albertoni
- Papa Benedetto XIII
- Papa Benedetto XIV
- Papa Clemente XIII
- Cardinale Bernardino Giraud
- Cardinale Alessandro Mattei
- Cardinale Pietro Francesco Galleffi
- Cardinale Giacomo Filippo Fransoni
- Cardinale Carlo Sacconi
- Cardinale Edward Henry Howard
- Cardinale Mariano Rampolla del Tindaro
- Cardinale Antonio Vico
- Arcivescovo Filippo Cortesi
- Arcivescovo Zenobio Lorenzo Guilland
- Vescovo Anunciado Serafini
- Cardinale Antonio Quarracino
- Papa Francesco
- Cardinale Angelo De Donatis
- Cardinale Baldassare Reina

La successione apostolica è:
- Vescovo Renato Tarantelli Baccari (2025)